# Eupelte gracilis
Eupelte gracilis is een eenoogkreeftjessoort uit de familie van de Peltidiidae. De wetenschappelijke naam van de soort is voor het eerst geldig gepubliceerd in 1860 door Claus.